# Byasa impediens
Byasa impediens är en fjärilsart som först beskrevs av Adalbert Seitz 1907.  Byasa impediens ingår i släktet Byasa och familjen riddarfjärilar. Inga underarter finns listade i Catalogue of Life.